# جولين ديهور
جولين ديهور (بالفرنسية: Jolien D'Hoore)‏ (و. 1990  م) هي دراجة على المضمار، ودراجة على الطريق، من بلجيكا، ولدت في غنت، شاركت في ألعاب أولمبية صيفية 2012، وركوب الدراجات في الألعاب الأولمبية الصيفية 2016.

## سباقات أو مراحل فاز بها
| التاريخ        | السباق                                                          | المركز                  |
| -------------- | --------------------------------------------------------------- | ----------------------- |
| 01 يناير 2008  | 2008 UCI Road World Championships – Junior women's road race    | الفائز في التصنيف العام |
| 18 يوليو 2010  | Dwars door de Westhoek 2010                                     | الثامن في التصنيف العام |
| 29 فبراير 2012 | لي سامين ديس دامس 2012                                          | العاشر في التصنيف العام |
| 04 مارس 2012   | أوملوب فان هيت هاجيلاند 2012                                    | العاشر في التصنيف العام |
| 19 مايو 2012   | G.P. Breendonk 2012                                             |                         |
| 24 يونيو 2012  | سباق الطريق للسيدات في بطولة بلجيكا 2012                        | الفائز في التصنيف العام |
| 17 مارس 2013   | Cholet Pays de Loire Dames 2013                                 |                         |
| 20 مارس 2013   | دفارز دور فلاندرز للسيدات 2013                                  |                         |
| 21 أبريل 2013  | Dwars door de Westhoek 2013                                     | الفائز في التصنيف العام |
| 04 مايو 2013   | Knokke-Heist - Bredene 2013                                     |                         |
| 23 مارس 2014   | Cholet Pays de Loire Dames 2014                                 |                         |
| 20 أبريل 2014  | Ronde van Gelderland 2014                                       |                         |
| 08 يونيو 2014  | Zuidkempense Ladies Classic 2014                                |                         |
| 15 يونيو 2014  | دايموند تور 2014                                                | الفائز في التصنيف العام |
| 29 يونيو 2014  | سباق الطريق للسيدات في بطولة بلجيكا 2014                        | الفائز في التصنيف العام |
| 08 مارس 2015   | أوملوب فان هيت هاجيلاند 2015                                    | الفائز في التصنيف العام |
| 14 مارس 2015   | روند فان درينثي كأس العالم 2015                                 | الفائز في التصنيف العام |
| 14 يونيو 2015  | دايموند تور 2015                                                | الفائز في التصنيف العام |
| 26 يونيو 2015  | سباق الدراجات ضد الساعة للسيدات في بطولة بلجيكا 2015            |                         |
| 28 يونيو 2015  | سباق الطريق للسيدات في بطولة بلجيكا 2015                        | الفائز في التصنيف العام |
| 19 يوليو 2015  | 2015 BeNe Ladies Tour                                           | الفائز في التصنيف العام |
| 23 أغسطس 2015  | أوبن دي سويد فارجاردا - سباق الطريق 2015                        | الفائز في التصنيف العام |
| 01 يناير 2016  | 2016 UEC European Track Championships – women's madison         |                         |
| 23 مارس 2016   | دفارز دور فلاندرز للسيدات 2016                                  |                         |
| 12 يونيو 2016  | دايموند تور 2016                                                | الفائز في التصنيف العام |
| 26 يونيو 2016  | سباق الطريق للسيدات في بطولة بلجيكا 2016                        |                         |
| 17 يوليو 2016  | 2016 BeNe Ladies Tour                                           | الفائز في التصنيف العام |
| 16 أغسطس 2016  | ركوب الدراجات في الألعاب الأولمبية الصيفية 2016 – سيدات أومنيوم |                         |
| 11 سبتمبر 2016 | سباق سيراتزيت تشالنج 2016                                       | الفائز في التصنيف العام |
| 01 يناير 2017  | كأس لوتو لركوب الدراجات للسيدات 2017                            |                         |
| 26 فبراير 2017 | أوملوب فان هيت هاجيلاند 2017                                    | الفائز في التصنيف العام |
| 03 أبريل 2017  | جي بي دوتيغنيز 2017                                             | الفائز في التصنيف العام |
| 07 مايو 2017   | طواف جزيرة تشونغ مينغ سباق المرحلة 2017                         | الفائز في التصنيف العام |
| 25 يونيو 2017  | سباق الطريق للسيدات في بطولة بلجيكا 2017                        | الفائز في التصنيف العام |
| 10 سبتمبر 2017 | سباق سيراتزيت تشالنج 2017                                       | الفائز في التصنيف العام |
| 22 مارس 2018   | ثلاثة أيام من دي بان للسيدات 2018                               | الفائز في التصنيف العام |
| 25 مارس 2018   | غنت-وفلجم للسيدات 2018                                          | قائد تصنيف طواف العالم  |
| 27 يونيو 2019  | سباق الدراجات ضد الساعة للسيدات في بطولة بلجيكا 2019            |                         |
| 22 سبتمبر 2020 | سباق الطريق للسيدات في بطولة بلجيكا 2020                        |                         |
| 11 أكتوبر 2020 | غنت-وفلجم للسيدات 2020                                          | الفائز في التصنيف العام |

## روابط خارجية
- جولين ديهور على موقع الاتحاد الدولي للدراجات (الإنجليزية)
- جولين ديهور على موقع أرشيف الدراجات (الإنجليزية)
- جولين ديهور على موقع إحصائيات الدراجات الإحترافية (الإنجليزية)
- جولين ديهور على موقع نسبة الدراجات (الإنجليزية)
- جولين ديهور على موقع CycleBase (الإنجليزية)
- جولين ديهور على موقع أوليمبيديا (الإنجليزية)
- جولين ديهور على موقع اللجنة الأولمبية البلجيكية (الهولندية)